# ویلترود اورزلمان
ویلترود اوزرمن (به آلمانی: Wiltrud Urselmann) (زادهٔ ۱۲ مهٔ ۱۹۴۲) شناگر اهل آلمان است.